# هرمان پونستن
هرمان پونستن (هلندی: Herman Ponsteen؛ زادهٔ ۲۷ مارس ۱۹۵۳) دوچرخه‌سوار اهل هلند است.
وی در مسابقات کشوری و بین‌المللی در مجموع برندهٔ ۱ مدال نقره شده‌است.